# Arnold I. Burns
Arnold Irwin Burns (* 14. April 1930 in Brooklyn, New York City; † 1. Oktober 2013 in Manhattan, New York City) war ein US-amerikanischer Rechtsanwalt und stellvertretender US Attorney General.

## Leben
Nach dem Schulbesuch studierte Burns zunächst am Union College und schloss dieses 1950 mit einem Bachelor of Arts (A.B.) ab. Ein anschließendes postgraduales Studium der Rechtswissenschaften an der Law School der Cornell University beendete er 1953 mit einem Juris Doctor (J.D.). Im Anschluss leistete er zwischen 1953 und 1957 seinen Militärdienst im Judge Advocate General’s Corps der US Army.
Nach Beendigung seiner aktiven Militärdienstzeit wurde er Rechtsanwalt in der Anwaltskanzlei Dewey Ballantine, ehe er danach von 1960 bis 1985 Partner der Kanzlei Burns, Summit, Roving and Feldesman war.
1985 trat Burns in das US-Justizministerium ein und war zuerst US Associate Attorney General, ehe er anschließend von 1986 bis 1988 als US Deputy Attorney General stellvertretender Justizminister war.
Nach seinem Ausscheiden aus dem Regierungsdienst war er wieder als Rechtsanwalt tätig und zunächst zwischen 1988 und 1999 Partner der Kanzlei Proskauer Rose, einer Kanzlei mit heute 700 Anwälten und Sitz in New York City. Danach war er erst geschäftsführender Direktor der Kanzleien Arnhold and S. Bleichroeder, Inc. und dann von Natexis Bleichroeder, Inc. Zwischen 2004 und 2009 war Burns, der auch National Commissioner der Anti-Defamation League und Vorsitzender der Boys & Girls Clubs of America war, Mitgründer und Vorsitzender von QuanStar Advisor Group, LLC. Er war außerdem Mitglied des Board of Directors der Alliance for Responsible Cuba Policy Foundation und seit 2009 von BioTime, Inc., einem Unternehmen auf dem Gebiet der Stammzellenforschung.